# Office fédéral de l'environnement

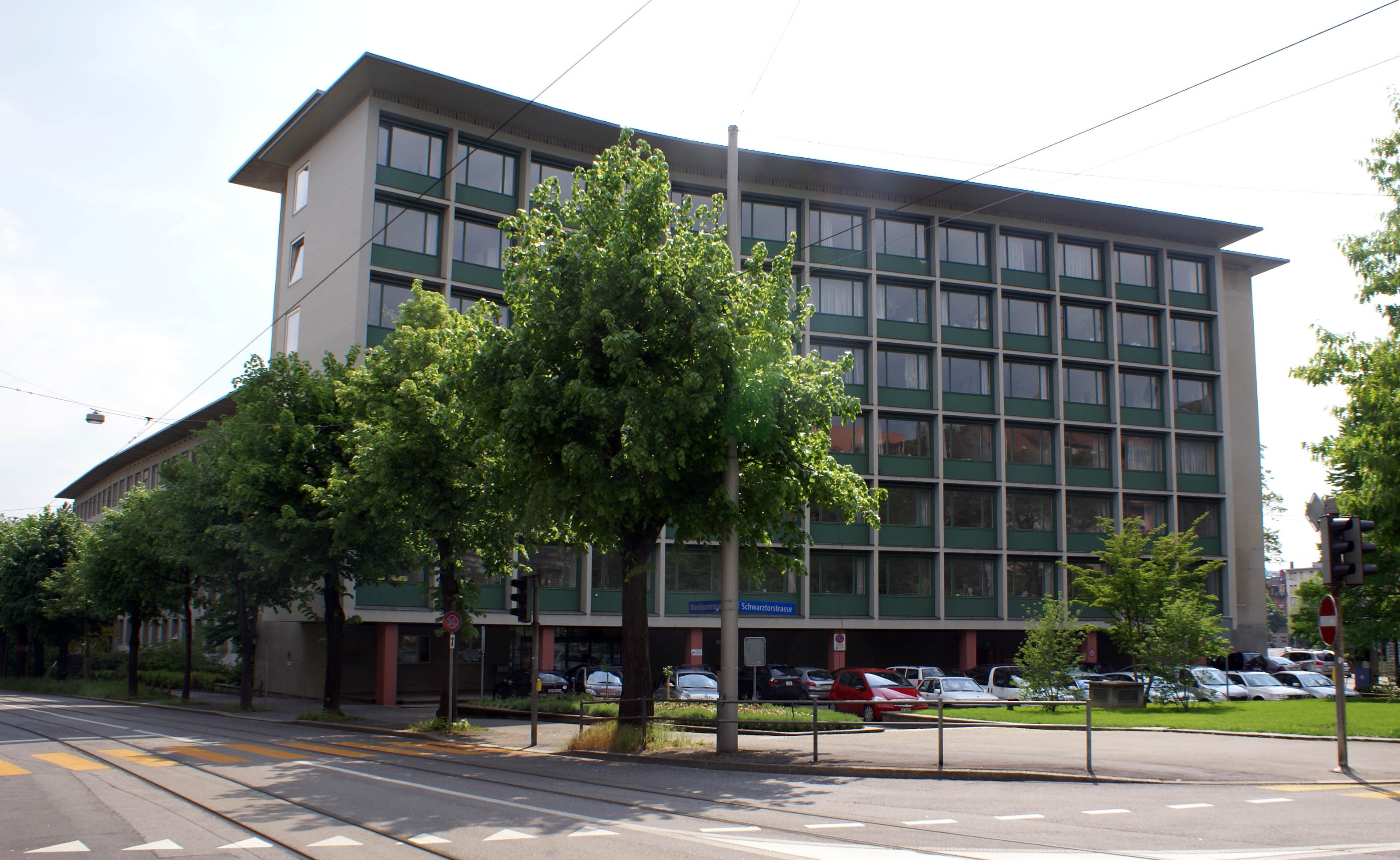
Bâtiment Monbijoustrasse 40, Berne (depuis 2022)

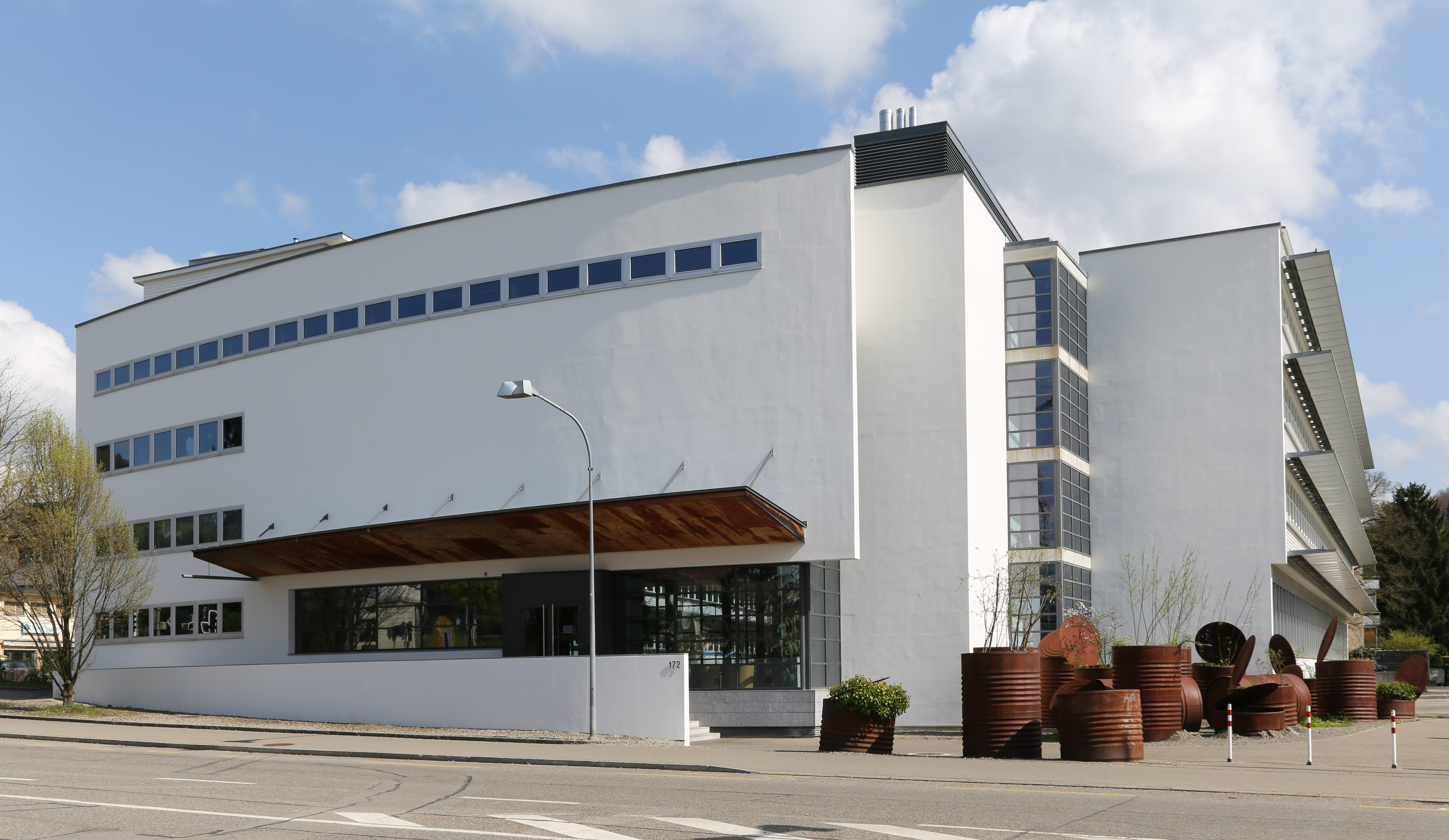
Bâtiment Papiermühlestrasse 172, Ittigen (jusqu'en 2022)

L’Office fédéral de l’environnement (OFEV), en allemand Bundesamt für Umwelt (BAFU), en italien Ufficio federale dell’ambiente (UFAM), créé le 1er janvier 2006, est le service fédéral compétent en matière d’environnement pour la Suisse. Il est intégré au Département fédéral de l'environnement, des transports, de l'énergie et de la communication (DETEC).
Il est l’autorité compétente pour les questions environnementales, et à ce titre, gère les ressources naturelles selon les principes du développement durable, en préservant et gérant les ressources naturelles, assurant une protection contre les pollutions et les différents risques hydrologiques ou géologiques.
Il est chargé de préparer les décisions visant une politique globale et cohérente de gestion des ressources naturelles et la prévention des risques et de mettre en œuvre les bases légales auprès des différents organismes, notamment en ce qui concerne l’environnement et la protection des ressources naturelles.

## Histoire
L'office est créé en 1971 comme Office fédéral de la protection de l'environnement (OFPE). En 1989, il fusionne avec l'Office fédéral des forêts et de la protection du paysage (OFPP) sous l'intitulé Office fédéral de l'environnement, des forêts et du paysage (OFEFP). Finalement en 2006, l'Office fédéral de l'environnement (OFEV) est créé, issu de la fusion de l'OFEFP et d'une grande partie de l'Office fédéral des eaux et de la géologie (OFEG).

### Direction
- 1971–1975 : Friedrich Baldinger[4] ;
- 1975–1985 : Rodolfo Pedroli[5] ;
- 1985–1992 : Bruno Böhlen[6] ;
- 1992–2005 : Philippe Roch ;
- 2005–2015 : Bruno Oberle[7] ;
- 2016–2020 : Marc Chardonnens[8],[9] ;
- Depuis septembre 2020 : Katrin Schneeberger[10].

## Observation de l'environnement
L'OFEV gère différents programmes d'observation de l'environnement en Suisse :
- Monitoring de la biodiversité (MBD)
- Suivi des effets de la protection des biotopes (WBS)[11]
- Inventaire forestier national (IFN)
- Observation nationale de la qualité des eaux de surface (NAWA)[12],[13]